# Makiragråfågel
Makiragråfågel (Edolisoma salomonis) är en fågel i familjen gråfåglar inom ordningen tättingar.

## Utbredning och systematik
Fågeln förekommer enbart på Makira i Salomonöarna. Tidigare behandlades den som underart till Edolisoma tenuirostre.

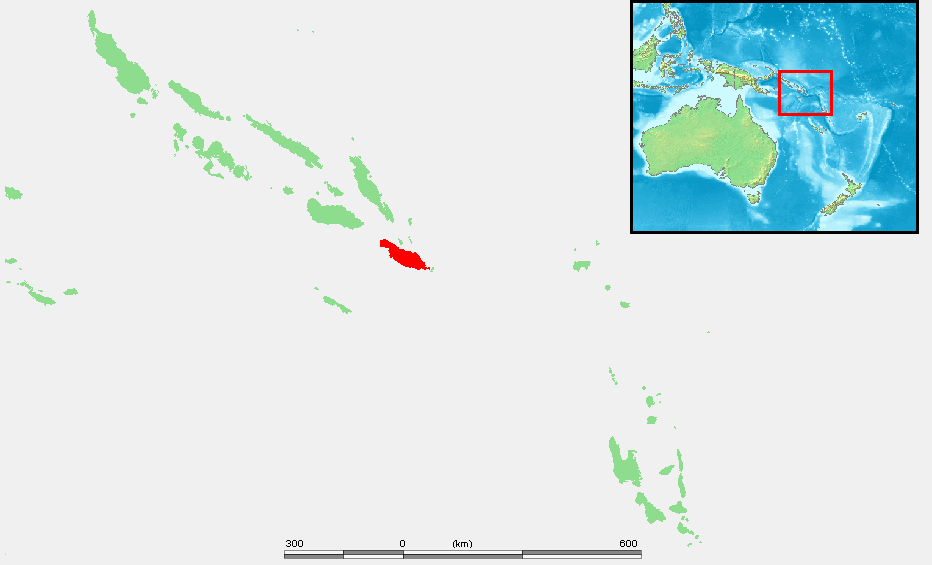
Ön Makira i Salomonöarna.

## Status
IUCN kategoriserar den som livskraftig.